# Eriopyga rubifer
Eriopyga rubifer är en fjärilsart som beskrevs av Dyar 1916. Eriopyga rubifer ingår i släktet Eriopyga och familjen nattflyn. Inga underarter finns listade i Catalogue of Life.